# Leptoclinus maculatus
Leptoclinus maculatus és una espècie de peix de la família dels estiquèids i l'única del gènere Leptoclinus.

## Morfologia
Fa 20 cm de llargària màxima i és de color groc grisós amb taques irregulars i fosques. 57-60 espines i cap radi tou a l'aleta dorsal. 1-2 espines i 34-36 radis tous a l'aleta anal. Aleta caudal arrodonida.

## Ecologia
És un peix marí, demersal (entre 2 i 607 m de fondària, normalment fins als 170) i de clima polar (79°N-43°N), el qual és cosmopolita des de l'Àrtic fins a latituds temperades: els fons sorrencs, fangosos i de grava des de les costes àrtiques d'Alaska fins al mar d'Okhotsk; el nord del mar del Japó; l'illa d'Unalaska (illes Aleutianes); la Colúmbia Britànica (Canadà) i Puget Sound (estat de Washington, Estats Units); l'Atlàntic nord (des de l'Àrtic fins als territoris del Nord-oest, Nunavut, el Quebec i la península del Labrador (Canadà) i el golf de Maine, i al llarg d'Escandinàvia des de Skagerrak fins a Finnmark -Noruega-, Múrmansk, la mar Blanca, Islàndia i Groenlàndia). Les poblacions del Pacífic són, de vegades, catalogades com una subespècie (Leptoclinus maculatus diaphanocarus).
Menja poliquets i crustacis.
És depredat pel lluç europeu (Merluccius merluccius), l'halibut negre (Reinhardtius hippoglossoides), Raja radiata; a Alaska per Gadus macrocephalus, el peix carboner d'Alaska (Theragra chalcogramma) i Reinhardtius stomias; a les illes Kurils per Atheresthes evermanni; i a Noruega per Hippoglossoides platessoides.
És inofensiu per als humans.